# Villa Hidalgo (Jalisco)
Villa Hidalgo es una localidad del estado mexicano de Jalisco, cabecera del municipio homónimo.

## Toponimia
La localidad y el municipio del que es cabecera recibe su nombre en homenaje a Miguel Hidalgo y Costilla, considerado en México el «Padre de la Patria».

## Geografía
La ciudad de Villa Hidalgo se encuentra en la ubicación 21°40′1″N 102°36′0″O / 21.66694, -102.60000, a una altura aproximada de 1950 m s. n. m. La zona urbana ocupa una superficie de 4.455 km².

## Demografía
Según los datos registrados en el censo de 2020, la población de Villa Hidalgo es de 15 594 habitantes, lo que representa un crecimiento promedio de 0.27% anual en el período 2010-2020 sobre la base de los 15 182 habitantes registrados en el censo anterior. Al año 2020 la densidad poblacional era de 3501 hab/km².
| Gráfica de evolución demográfica de Villa Hidalgo entre 2000 y 2020 |
|                                                                     |
| Fuente: Instituto Nacional de Estadística Geografía e Informática   |

En 2020 el 48% de la población (7487 personas) eran hombres y el 52% (8107 personas) eran mujeres. El 63.6% de la población, (9914 personas), tenía edades comprendidas entre los 15 y los 64 años.
La población de Villa Hidalgo está mayoritariamente alfabetizada, (2.12% de personas mayores de 15 años analfabetas, según relevamiento del año 2020), con un grado de escolaridad en torno a los 8 años. 

El 96.1% de los habitantes de Villa Hidalgo profesa la religión católica.
En el año 2010 estaba clasificada como una localidad de grado bajo de vulnerabilidad social. Según el relevamiento realizado, 6217 personas de 15 años o más no habían completado la educación básica, —carencia conocida como rezago educativo—, y 8915 personas no disponían de acceso a la salud.